# William L. Marshall
William L. "Bill" Marshall (1936) es un psicólogo y psiquiatra canadiense especialista en el tratamiento de agresores sexuales.
Tiene un doctorado en psicología y psiquiatría y es profesor universitario en la Universidad de Queen en Ontario, Canadá.
Desde 1970 hasta la actualidad (2012) se dedica al tratamiento de agresores sexuales, trabajo que le ha valido el reconocimiento de numerosas instituciones internacionales. También ha recibido varios premios y reconocimientos por su contribución a la ciencia.

## Cargos
- Director del Programa para agresores sexuales de la penitenciaria federal de Bath (en el Bath Institution Sexual Offender’s Treatment Program).
- Profesor de Psicología y Psiquiatría de la Universidad de Queen en Canadá.[2]
- Director de grupos de evaluación para agresores sexuales en el correccional de Saint Lawrence Valley (Evaluation/Groups at the St Lawrence Valley Correctional and Treatment Centre for Mentally Disordered Offenders).[3]
- Director de Rockwood Psychological Services en Ontario, Canadá.[4]
- Miembro del personal editorial de 16 revistas científicas internacionales.
- Escribió 20 libros y más de 350 artículos sobre el tema de los agresores sexuales.
- Premio Santiago Grisolia 1999 del centro Reina Sofía de España por su contribución y sus esfuerzos por la erradicación de la violencia en nuestra sociedad.
- Nombrado miembro de la Royal Society of Canadá en 2000 en reconocimiento por sus aportes a la ciencia.
- Condecorado con la Orden de Canadá en 2006 por sus esfuerzos por hacer una sociedad más segura.
- Consultor en temas de tratamiento de agresores sexuales en más de veinte países.
- Entrenador en siete programas de tratamientos para agresores sexuales en los Estados Unidos
- Ha dado conferencias sobre tratamientos de agresores sexuales en las Naciones Unidas y en varias ciudades asiáticas incluyendo el Japón, en el Far East Institute en Fuchu City.

El doctor William L. Marshall cree firmemente en la posible recuperación de los agresores sexuales.

## Obra
- Rehabilitating sexual offenders: a strength-based approach, Washington D. C.: American Psychological Association 2011, ISBN 9781433809439
- A Treatise On The Law Of Crimes, en colaboración con William Lawrence Clark, Fred B. Rothman & Company, 2012, ISBN 978-083772-059-3
- Preventing Child Sexual Abuse: Evidence, Policy and Practice, en colaboración con Stephen Smallbone y Richard Wortley, United Kingdom, Willan Publishing, 2008, ISBN 978-184-3922-21-6
- Treating sexual offenders: an integrated approach, New York, Routledge, 2006, ISBN 978-020395562-8
- Sexual offender treatment: controversial issues, en colaboración con Yolanda Fernández, Liam Marshall y Geris Serran , Hoboken, NJ: John Wiley & Sons , 2006, ISBN 978-047086775-4
- Practical clinical guidebook on sexual offenders, en colaboración con Yolanda Fernandez y Liam Marshall, New York, Hove : Brunner-Routledge, 2005, ISBN 978-041594936-1
- Phallometric testing with sexual offenders, en colaboración con Fernanda Fernandez, Brandon, Vt., Safer Society Press, 2003, ISBN 978-188444471-5
- Agresores sexuales, en colaboración con Geris A. Serran y Yolanda M. Fernández, Centro Reina Sofía, editorial Ariel, Barcelona 2001, ISBN 84-344-7472-7
- Cognitive Behavioural Treatment of Sexual Offenders, en colaboración con Yolanda M. Fernandez y Dana Anderson, John Wiley & Sons, 1999, ISBN 978-047196906-8
- Sourcebook of treatment programs for sexual offenders, New York, Plenum Press, 1998, 978-030645730-2
- The Juvenile sex offender, en colaboración con H. E. Barbaree y Stephen M. Hudson, New York, Guilford Press, 1993, ISBN 978-089862120-4
- Handbook of sexual assault: issues, theories, and treatment of the offender, en colaboración con D. Richard Laws y H. E. Barbaree , New York, Plenum Press 1989, ISBN 978-030643272-9
- Evaluation of life skills training for federal penitentiary inmates, Solicitor General Canada, Ministry Secretariat, OCLC 53583645